# D-51
D-51 ist eine japanische Musikgruppe. Sie besteht aus den beiden Sängern Yasu (* 6. April 1982) und Yu (* 9. November 1983). 

## Werdegang
D-51 produziert Musik der Musikrichtung J-Pop, die Texte sind größtenteils in Japanisch, teilweise mit englischen Passagen verfasst. Beide Sänger stammen aus der zu Japan gehörenden Okinawa-Präfektur südlich der japanischen Hauptinsel Honshū. Die erfolgreichsten Titel von D-51 sind Brand New World und No More Cry.

## Diskografie

### Alben
| Jahr | Titel                                                    | Höchstplatzierung, Gesamtwochen, AuszeichnungChartsChartplatzierungen (Jahr, Titel, Platzierungen, Wochen, Auszeichnungen, Anmerkungen) | Anmerkungen                              |
| Jahr | Titel                                                    | JP | Anmerkungen                              |
| ---- | -------------------------------------------------------- | --- | ---------------------------------------- |
| 2004 | Street Breeze                                            | — | Erstveröffentlichung: 5. April 2004      |
| 2005 | Oneness                                                  | JP4 Gold · (11 Wo.)JP | Erstveröffentlichung: 16. März 2005      |
| 2006 | 2gether                                                  | JP39 (3 Wo.)JP | Erstveröffentlichung: 15. März 2006      |
| 2007 | Mitsu Yoko Ichi Mura (三横一村 Three Sides, One Village) | JP108 (2 Wo.)JP | Erstveröffentlichung: 28. Februar 2007   |
| 2008 | Best Of D-51                                             | JP60 (4 Wo.)JP | Erstveröffentlichung: 6. Februar 2008    |
| 2009 | Daisy                                                    | JP296 (1 Wo.)JP | Erstveröffentlichung: 4. März 2009       |
| 2010 | Star                                                     | JP271 (1 Wo.)JP | Erstveröffentlichung: 1. Dezember 2010   |
| 2014 | Singles Collection: Decade-15                            | — | Erstveröffentlichung: 2. Juli 2014       |
| 2015 | Sing a Song ～Present for...～                           | — | Erstveröffentlichung: 29. April 2015     |
| 2015 | Animeno                                                  | — | Erstveröffentlichung: 18. November 2015  |
| 2017 | Whim (スペシャル盤)                                      | — | Erstveröffentlichung: 29. April 2017     |
| 2018 | Late Summer                                              | — | Erstveröffentlichung: 26. September 2019 |

### Singles
| Jahr | Titel Album                           | Höchstplatzierung, Gesamtwochen, AuszeichnungChartsChartplatzierungen (Jahr, Titel, Album, Platzierungen, Wochen, Auszeichnungen, Anmerkungen) | Anmerkungen                                                        |
| Jahr | Titel Album                           | JP | Anmerkungen                                                        |
| ---- | ------------------------------------- | --- | ------------------------------------------------------------------ |
| 2003 | Let’s Try –                           | — | Erstveröffentlichung: 30. August 2003                              |
| 2004 | Top of the Summer –                   | JP14 (12 Wo.)JP | Erstveröffentlichung: 7. Juli 2004                                 |
| 2004 | Dreamin’ On –                         | JP40 (9 Wo.)JP | Erstveröffentlichung: 24. November 2004                            |
| 2005 | No More Cry –                         | JP2 Platin + Platin (Digital) · (28 Wo.)JP | Erstveröffentlichung: 2. Februar 2005 · + JP: Diamant (Klingelton) |
| 2005 | Hibiscus (ハイビスカス) Haibisukasu – | JP23 (7 Wo.)JP | Erstveröffentlichung: 6. Juli 2005                                 |
| 2005 | Always –                              | JP23 (8 Wo.)JP | Erstveröffentlichung: 26. Oktober 2005                             |
| 2006 | Brand New World –                     | JP15 Gold (Mobile Downloads) · (11 Wo.)JP | Erstveröffentlichung: 26. Juli 2006 6. Opening von One Piece       |
| 2006 | Hajimaru (はじまる) –                 | JP88 (1 Wo.)JP | Erstveröffentlichung: 29. November 2006                            |
| 2007 | Forever Friends –                     | JP67 (2 Wo.)JP | Erstveröffentlichung: 7. Februar 2007                              |
| 2007 | Stand Up! –                           | JP110 (1 Wo.)JP | Erstveröffentlichung: 29. August 2007                              |
| 2008 | Sepia (セピア) –                      | JP135 (1 Wo.)JP | Erstveröffentlichung: 6. Februar 2008                              |
| 2008 | Travelers of Life –                   | JP85 (2 Wo.)JP | Erstveröffentlichung: 30. Juli 2008                                |
| 2009 | Road (ロード) –                       | JP172 (1 Wo.)JP | Erstveröffentlichung: 4. Februar 2009                              |
| 2009 | Lady Don’t Cry –                      | JP110 (1 Wo.)JP | Erstveröffentlichung: 28. Oktober 2009                             |
| 2010 | Familia (ファミリア) –                | JP50 (3 Wo.)JP | Erstveröffentlichung: 26. Mai 2010                                 |
| 2012 | Encounters (めぐり逢い) –             | JP148 (1 Wo.)JP | Erstveröffentlichung: 17. Oktober 2012                             |